# Wilson Bentley

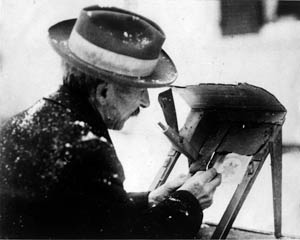
Bentley durante seu trabalho.

Wilson Alwyn "Snowflake" Bentley (9 de fevereiro, 1865 – 23 de dezembro, 1931), nascido em Jericho, Vermont, foi um dos mais conhecidos fotógrafos de flocos de neve. Ele desenvolveu um processo de capturar as partículas em um veludo negro de forma que conseguisse fortografá-las antes de elas derreterem.

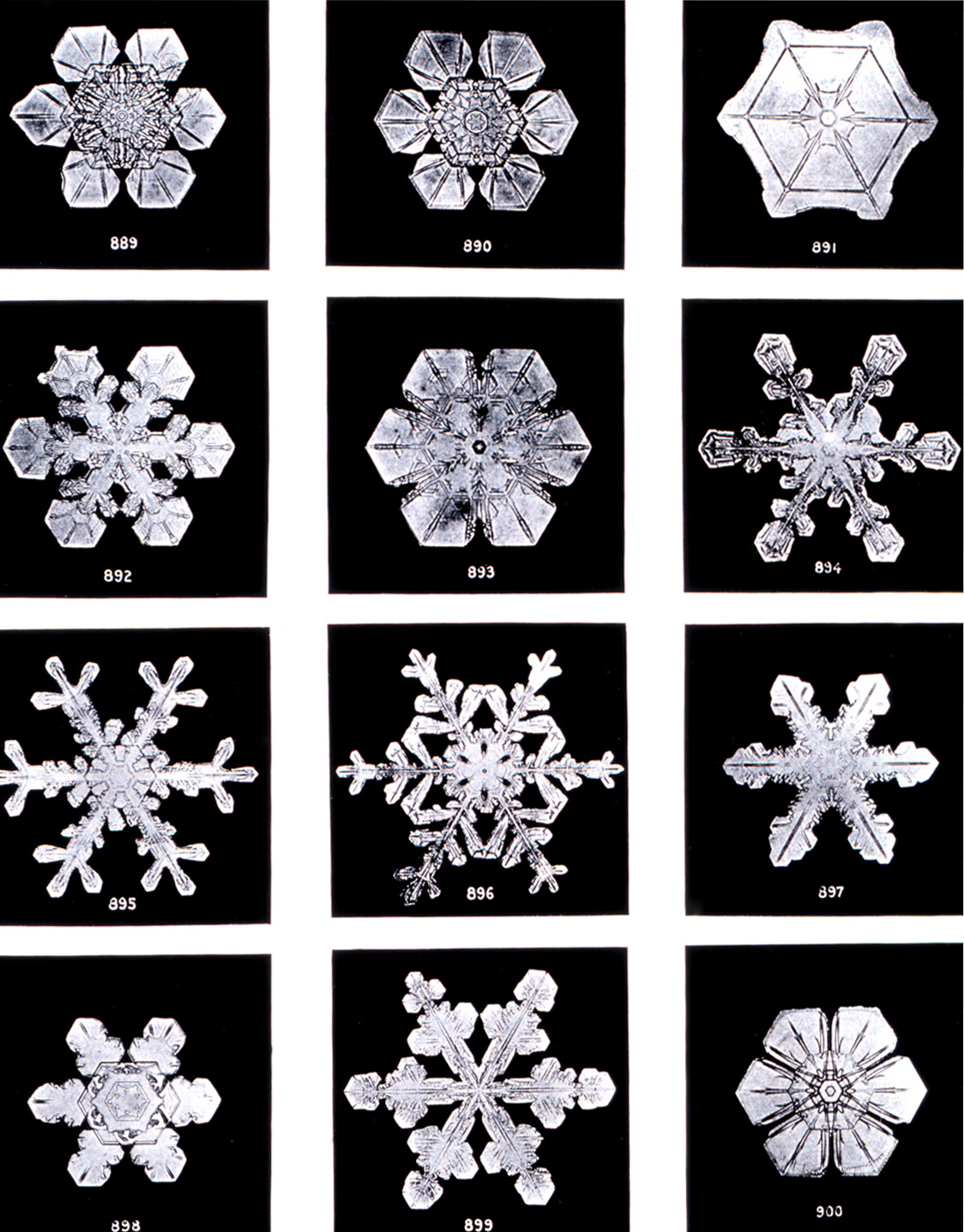
Fotos de flocos de neve por Wilson Bentley, circa 1902

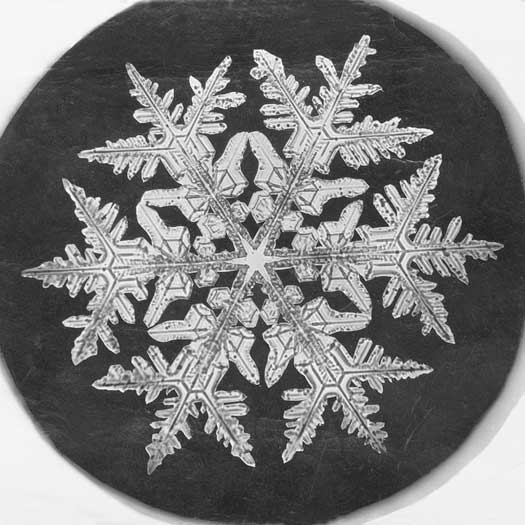
Fotografia de 1890

Ele nasceu em 9 de fevereiro de 1865.
Ele conseguiu uma captura de 5.000 imagens de cristais de gelo durante a sua vida. 

## Literatura
- Blanchard, Duncan. The Snowflake Man, A Biography of Wilson A. Bentley," (Blacksburg, VA: McDonald and Woodward, 1998) ISBN 0-939923-71-8.
- Martin, Jacqueline Briggs. "Snowflake Bentley," (New York: Houghton Mifflin Co., 1998) ISBN 0-395-86162-4 (a children's biography of 'Willie' Bentley illustrated with woodcuts hand tinted with watercolors by Mary Azarian. Awarded the Caldecott Medal.)
- Stoddard, Gloria May. "Snowflake Bentley: Man of Science, Man of God." (Shelburne, VT: New England Press, 1985) ISBN 0-933050-31-3 (Originally published in 1979 by Concordia Publishing House, ISBN 0-570-03620-8).